# 朗德勒库尔-朗皮尔
朗德勒库尔-朗皮尔（法語：Landrecourt-Lempire，法語發音：[lɑ̃dʁəkuʁ lɑ̃piʁ]）是法国默兹省的一个市镇，属于凡尔登区。该市镇于1972年由原市镇朗德勒库尔（Landrecourt）和朗皮尔欧布瓦（Lempire-aux-Bois）合并而成。

## 地理
朗德勒库尔-朗皮尔（49°6'14"N, 5°20'57"E）面积14.63 平方千米，位于法国大東部大區默兹省，该省份为法国西北部内陆省份，北与比利时接壤，西接马恩省和阿登省，南至上马恩省和孚日省，东临默尔特-摩泽尔省。
与朗德勒库尔-朗皮尔接壤的市镇（或旧市镇、城区）包括：贝勒赖、默兹河畔迪尼、莱姆、尼克塞维尔-布莱尔库尔、瑟农库尔莱莫茹伊、莱苏埃姆-朗蓬、凡尔登。

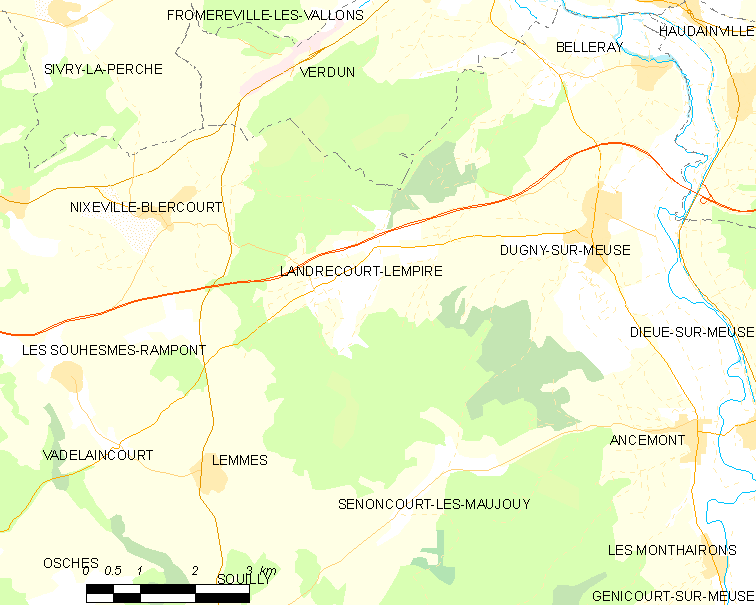
朗德勒库尔-朗皮尔的OSM定位图

朗德勒库尔-朗皮尔的时区为UTC+01:00、UTC+02:00（夏令时）。

## 行政
朗德勒库尔-朗皮尔的邮政编码为55100，INSEE市镇编码为55276。

## 政治
朗德勒库尔-朗皮尔所属的省级选区为默兹河畔迪约县。

## 人口

1962-2008年间朗德勒库尔-朗皮尔人口变化图示

朗德勒库尔-朗皮尔于2022年1月1日时的人口数量为223人。